# Steve Toussaint
Steve Toussaint (22 marzo 1965) è un attore britannico figlio di genitori originari delle Barbados.
È noto principalmente per il ruolo di Corlys Velaryon nella serie televisiva House of the Dragon.

## Filmografia parziale

### Attore

#### Cinema
- Dredd - La legge sono io (Judge Dredd), regia di Danny Cannon (1995)
- Hooligans (I.D.), regia di Philip Davis (1995)
- Shooting Dogs, regia di Michael Caton-Jones (2005)
- Black Thunder - Sfida ad alta quota (Black Thunder), regia di Michael Keusch (2007)
- Prince of Persia - Le sabbie del tempo (Prince of Persia: The Sands of Time), regia di Mike Newell (2010)
- Point Break, regia di Ericson Core (2015)

#### Televisione
- Doctors – serial TV, 16 puntate (2002-2010)
- CSI: Miami – serie TV, episodi 6x03-6x07-6x13 (2007-2008)
- Testimoni silenziosi (Silent Witness) – serie TV, 4 episodi (2007-2014)
- Scott & Bailey – serie TV, 4 episodi (2014)
- Tut - Il destino di un faraone (Tut) – miniserie TV, 3 puntate (2015)
- Lewis – serie TV, 6 episodi (2015)
- L'ispettore Barnaby (Midsomer Murders) - serie TV, episodio 18x02 (2016)
- Fortitude – serie TV, episodi 2x01-2x02 (2017)
- Pine Gap – serie TV, 6 episodi (2018)
- Doctor Who – serie TV, episodio 12x09 (2020)
- Small Axe – miniserie TV, puntata 5 (2020)
- House of the Dragon – serie TV (2022-in corso)

### Doppiatore
- Eyes of Wakanda – serie animata (2025)

## Doppiatori italiani
Nelle versioni in italiano delle opere in cui ha recitato, Steve Toussaint è stato doppiato da:
- Simone Mori in Black Thunder - Sfida ad alta quota, Pine Gap
- Ermanno Ribaudo in CSI: Miami
- Alberto Angrisano in Prince of Persia - Le sabbie del tempo
- Roberto Draghetti in Scott & Bailey
- Francesco Prando in Delitti in Paradiso
- Ruggero Andreozzi in House of the Dragon